# Karriella treenensis
Espèce
Karriella treenensis est une espèce d'araignées aranéomorphes de la famille des Stiphidiidae.

## Distribution
Cette espèce est endémique du South West en Australie-Occidentale. Elle se rencontre vers Pemberton et Karridale.

## Description
Le mâle holotype mesure 5,02 mm et la femelle paratype 6,33 mm.

## Étymologie
Son nom d'espèce, composé de treen et du suffixe latin -ensis, « qui vit dans, qui habite », lui a été donné en référence au lieu de sa découverte, Treen Brook.

## Publication originale
- Gray & Smith, 2008 : A new subfamily of spiders with grate-shaped tapeta from Australia and Papua New Guinea (Araneae: Stiphidiidae: Borralinae). Records of the Australian Museum, vol. 60, p. 13-44 (texte intégral).